# Dret indígena a la terra
Els drets indígenes a la terra són els drets dels pobles indígenes a la terra i als recursos naturals que provinguin de les mateixa ja sigui individualment col·lectivament principalment en països colonitzats. Els drets relacionats amb la terra i els recursos són de fonamental importància pels pobles indígenes per diverses raons, entre elles: la importància religiosa de la terra, l'autodeterminació del propi poble, la identitat i els factors econòmics. La terra és un actiu econòmic important i, en algunes societats indígenes, l'ús de recursos naturals constitueix la base de la seva economia domèstica i les demandes de propietat sobre aquestes es deriva de la necessitat de garantir el seu accés a aquests recursos. La terra també pot ser un important instrument d'herència o un símbol d'estatus social. En moltes societats indígenes, com en els pobles aborígens australians, la terra és una part essencial dels seus sistemes d'espiritualitat i creences.
Les reclamacions de terres indígenes s'han abordat amb diversos graus d'èxit a nivell nacional i internacional des del començament mateix de la colonització. Aquestes reclamacions poden basar-se en principis del dret internacional, tractats, el dret comú o les constitucions o lleis nacionals. El títol aborigen (també conegut com títol indígena, títol natiu o altres termes) és una doctrina de dret comú sobre els drets dels pobles indígenes a la tinença consuetudinària després de l'assumpció de la sobirania sota colonialisme. El reconeixement legal i la protecció dels drets a la terra dels indígenes i de la comunitat segueix sent un gran desafiament, i la bretxa entre les terres reconegudes oficialment i les terres mantingudes i administrades és, habitualment, font important de subdesenvolupament, conflicte i degradació ambiental.

## Dret internacional
Entre els documents fundacionals pels drets dels indígenes a la terra en el dret internacional figuren la Convenció dels Pobles Indígenes i Tribals, 1989 ("OIT 169"), la Declaració de les Nacions Unides sobre els Drets dels Pobles Indígenes, la Convenció sobre l'eliminació de totes les formes de discriminació racial, el Pacte Internacional de Drets Civils i Polítics, la Convenció Americana sobre Drets Humans i la Declaració Americana sobre els Pobles indígenes.

## Dret comú
El títol aborigen, també conegut com títol natiu (Austràlia), títol consuetudinari (Nova Zelanda), títol original de l'Índia (Estats Units), és la doctrina del dret comú dels drets sobre la terra dels pobles indígenes i on es regula la tinença consuetudinària després de l'assumpció de sobirania.

### Amèrica Llatina
A mesura que els sistemes polítics d'alguns països d'Amèrica Llatina s'estan tornant més democràtics i oberts a escoltar i abraçar les opinions de les minories, les qüestions sobre els drets de la terra i de les poblacions natives han aparegut constantment als debats polítics. Malgrat aquest nou reconeixement, els grups indígenes encara es troben entre les poblacions més pobres dels països i sovint tenen menys accés als recursos, menys oportunitats i es troben en situació de vulnerabilitat.
La situació jurídica del dret sobre la terra a l'Amèrica Llatina és molt variada. L'any 1957, l'Organització Internacional del Treball (OIT) va establir el Conveni 107 de l'OIT sobre la protecció i integració dels pobles indígenes en els països. Tots els països independents d'Amèrica Llatina i del Carib d'aquella època van ratificar aquesta convenció. Així doncs, durant la dècada de 1960 es va començar a reconèixer les primeres reivindicacions sobre les terres indígenes des de l'era colonial. L'any 1989 l'OIT va ampliar el conveni, creant el Conveni 169, on es va reconèixer l'estreta i important relació entre la terra i la identitat, o la identitat cultural. Avui, aquesta convenció ha estat ratificada per 15 països d'Amèrica Llatina i el Carib. Fins i tot als països en els quals s'ha ratificat, la seva aplicació és limitada i ha donat lloc a conflictes i protestes com les de les mines d'Escobal a Guatemala.

### Austràlia
Els drets indígenes a la terra han estat històricament soscavats per una varietat de doctrines com terra nullius,terme llatí que significa "terra pertanyent a ningú". L'any 1971, un grup de Meriam a Austràlia va emetre una demanda legal reclamant la propietat de la seva illa de Mer en l'Estret de Torres. En la seva al·legació legal van publicar que la seva terra és inherent i exclusivament propietat, viscuda i governada pel poble meriam, on històricament van gestionar els seus assumptes polítics i socials. Després d'anys de tribunals, i després de la mort d'un dels demandants (Eddie Mabo), Tribunal Superior va sentenciar pel reconeixement de la propietat de la terra als nadius de l'illa i la negació del mite de la terra nullius.

### Canadà
L'argument principal del títol aborigen en el Canadà és Delgamuukw v. British Columbia (1997). Un altre cas important pel títol aborigen és el Tsilhqot'in Nation v. Columbia Britànica (2014).

### Estats Units
Els nadius americans als Estats Units han estat relegats i confinats a les reserves índies administrades per tribus sota el Departament de l'Interior dels Estats Units de l'Oficina d'Assumptes Indis.

### Nova Zelanda
Els drets sobre les terres indígenes van ser reconeguts en el Tractat de Waitangi celebrat entre la Corona Britànica i diversos caps maoris. Sovint s'ha ignorat el tractat, però els tribunals de Nova Zelanda generalment han acceptat l'existència de títols natius. Les controvèrsies sobre els drets indígenes a la terra han tendit a girar al voltant dels mitjans pels quals els maoris van perdre la propietat, en lloc de si tenien la propietat en primer lloc.